# Liste der Kulturdenkmale im Landkreis Stendal

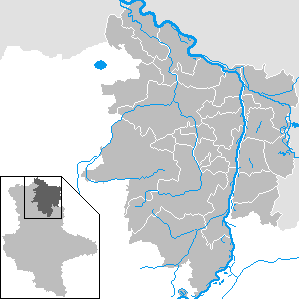
Karte des Landkreis Stendal

In der Liste der Kulturdenkmale im Landkreis Stendal sind die Kulturdenkmale im Landkreis Stendal aufgeführt. Grundlage der Einzellisten sind die in den jeweiligen Listen angegebenen Quellen. Die Angaben in den einzelnen Listen ersetzen nicht die rechtsverbindliche Auskunft der zuständigen Denkmalschutzbehörde.
Diese Liste ist eine Teilliste der Liste der Kulturdenkmale in Sachsen-Anhalt.

## Aufteilung
Wegen der großen Anzahl von Kulturdenkmalen im Landkreis Stendal ist diese Liste in Teillisten nach den Städten und Gemeinden aufgeteilt.
| Karte | Kulturdenkmale in … | Denkmale            |
| ----- | ------------------- | ------------------- |
|       | Aland               | Herrenhaus          |
|       | Altmärkische Höhe   | Dorfkirche          |
|       | Altmärkische Wische | Rundsockelstein     |
|       | Arneburg            | Kirche              |
|       | Bismark             | Schloss Schönfeld   |
|       | Eichstedt           | Kirche              |
|       | Goldbeck            | Kirche              |
|       | Hassel              |                     |
|       | Havelberg           | Stadtinsel          |
|       | Hohenberg-Krusemark | Bauernhof           |
|       | Iden                | Wasserturm          |
|       | Kamern              | Kirche              |
|       | Klietz              | Kirche              |
|       | Osterburg           | Schloss             |
|       | Rochau              | Kirche              |
|       | Sandau              | Speicher            |
|       | Schollene           | Kirche              |
|       | Schönhausen         | Rittergut           |
|       | Seehausen           | Ratskeller          |
|       | Stendal             | Pulverturm          |
|       | Tangerhütte         | Mausoleum           |
|       | Tangermünde         | Stadttor            |
|       | Werben              | Mühle               |
|       | Wust-Fischbeck      | Rittergut           |
|       | Zehrental           | Viertelmeilenwürfel |

## Gemeindeübergreifende Kulturdenkmale
| Lage                          | Bezeichnung | Beschreibung                                                                          | Erfassungs- nummer | Ausweisungsart | Bild |
| ----------------------------- | ----------- | ------------------------------------------------------------------------------------- | ------------------ | -------------- | ---- |
| Koordinaten fehlen! Hilf mit. | Grünes Band | Grenzsicherungsanlage Grünes Band - Kolonnenweg Verlauf, 2024 als Denkmal ausgewiesen | 094 18933          | Baudenkmal     |      |